# جيم جونسون (لاعب كرة قاعدة)
جيم جونسون (بالإنجليزية: Jim Johnson)‏ هو لاعب كرة قاعدة أمريكي، ولد في 27 يونيو 1983 في نيويورك في الولايات المتحدة.

## وصلات خارجية
- جيم جونسون على موقع دوري كرة القاعدة الرئيسي (الإنجليزية)
- جيم جونسون على موقعبيزبول رفرنس.كوم (الدوري الرئيسي) (الإنجليزية)
- جيم جونسون على موقعبيزبول رفرنس.كوم (الدوري الثانوي) (الإنجليزية)
- جيم جونسون على موقع إي إس بي إن.كوم (أم.أل.بي) (الإنجليزية)
- جيم جونسون على موقع مشجعي الرسوم البيانية (الإنجليزية)